# Rajko Daskałow
Rajko Iwanow Daskałow (bułg. Райко Иванов Даскалов, ur. 21 grudnia 1886 w Bjałej czerkwi, obwód Wielkie Tyrnowo, zm. 26 sierpnia 1923 w Pradze) – bułgarski polityk, dyplomata i ekonomista, minister spraw wewnętrznych i zdrowia publicznego Carstwa Bułgarii (1922-1923), minister rolnictwa (1919-1920), minister handlu i przemysłu (1920-1922), deputowany do Zwyczajnego Zgromadzenia Narodowego 18. (1919-1920), 19. (1920-1923) i 20. kadencji (1923).

## Życiorys

### Wczesne lata życia
Urodził się we wsi Bjała Czerkwa, w rodzinie nauczycielskiej. Po ukończeniu liceum w Swisztowie, w latach 1907-1912 studiował finanse na uniwersytecie berlińskim. Po powrocie do Bułgarii ukończył szkołę oficerów rezerwy i wziął udział w wojnach bałkańskich. W 1915 został zmobilizowany do armii i walczył na froncie jako oficer 50 pułku piechoty.

### Działalność polityczna
W 1916 trafił do więzienia, oskarżony o udział w aferze korupcyjnej. We wrześniu 1918 opuścił więzienie wraz z przywódcą partii chłopskiej Aleksandrem Stambolijskim i został wysłany przez rząd Aleksandra Malinowa do Radomira, aby przekonać buntujących się żołnierzy do powrotu na front. Po dotarciu do Kiustendiłu, Daskałow postanowił wykorzystać sytuację i stanął na czele zbuntowanych żołnierzy, zamierzając poprowadzić ich na Sofię. 30 września na obrzeżach Sofii dowodzeni przez Daskałowa zbuntowani żołnierze zostali zmasakrowani przez oddziały niemieckiej 217 dywizji piechoty. Daskałow schronił się w masywie Witoszy, a następnie poddał się oddziałom Ententy i został internowany w Salonikach.
Wykorzystując amnestię ogłoszoną w grudniu 1918 Daskałow wrócił do Bułgarii i zdobył mandat deputowanego do parlamentu, reprezentując w nim partię chłopską. W 1919 objął stanowisko ministra rolnictwa w rządzie Aleksandra Stambolijskiego, a następnie ministra handlu i przemysłu, a od 1922 ministra spraw wewnętrznych i zdrowia publicznego. Był autorem najbardziej kontrowersyjnych pomysłów rządu Stambolijskiego, w tym utworzenia partyjnych bojówek (Pomarańczowej Gwardii) i przeprowadzenia radykalnej reformy rolnej. We wrześniu 1922 zorganizował kongres plantatorów buraków, którego uczestnicy rozpędzili zgromadzenie polityków opozycyjnych wobec rządu. Był zwolennikiem likwidacji organizacji macedońskich, w tym Wewnętrznej Macedońskiej Organizacji Rewolucyjnej (WMRO). W 1922 kierownictwo WMRO wydało na Daskałowa wyrok śmierci. 15 grudnia 1922 w centrum Sofii działacze WMRO dokonali zamachu bombowego na samochód Daskałowa, ale ten nie odniósł poważniejszych obrażeń.

### Na emigracji
W lutym 1923 Daskałow został usunięty z rządu i wysłany do Pragi, gdzie objął stanowisko ministra pełnomocnego Bułgarii. Po obaleniu rządu Stambolijskiego, próbował tworzyć struktury partii chłopskiej na emigracji, do Pragi przeniósł także siedzibę redakcji pismo Zemedelsko zname. 26 sierpnia 1923 został zastrzelony w Pradze przez działacza WMRO, Jordana Ciconkowa. Sprawca został aresztowany na miejscu zbrodni i skazany na 20 lat więzienia (w 1926 popełnił samobójstwo w więzieniu).
Był żonaty (żona Newena), miał dwoje dzieci (Stefana i Swetlę).

## Publikacje
- 1923: Борба за земя
- 1923: Какви трябва да бъдат качествата на оратора-политик
- 1947: Избрани статии и речи
- 1986: Избрани произведения (w dwóch tomach, oprac. Swetla Daskałowa)

## Pamięć
Ciało Daskałowa pochowano początkowo na Cmentarzu Olszańskim w Pradze, w 1946 zostało przewiezione do Bułgarii i pochowane w sofijskim parku Borisowa Gradina. Imię Daskałowa nosi jeden z placów w Sofii, tam też znajduje się jego popiersie. W 1984 w domu rodzinnym Daskałowa w Bjałej Czerkwi otwarto muzeum.